# Chassalia kolly
Chassalia kolly là một loài thực vật có hoa trong họ Thiến thảo. Loài này được (Schumach.) Hepper mô tả khoa học đầu tiên năm 1962.